# Spirits in the Forest
Spirits in the Forest — документальный фильм группы Depeche Mode. Вышел на киноэкраны 21 ноября 2019, опубликован в DVD 26 июня 2020 года отдельно и совместно с бокс-сетом серии «LiVE SPiRiTS».

## История
В рамках акции по выпуску своего альбома Spirit Depeche Mode объявил, что будет проводиться конкурс, в котором один фанат или знаменитость будет захватывать страницу Depeche Mode в Facebook каждый день в течение года. В пресс-релизе говорилось, что победители опубликуют семи миллионам подписчиков своих собственных "личных анекдотов, видео, фотографий концертов, кавер-версий песен группы или другого контента, связанного с Depeche Mode. Среди знаменитостей, которые внесли свой вклад в поглощение, Трент Резнор, Линкин Парк, Тони Хоук, Ричард Блэйд и Крис Хардвик, а также Charity Water. Из этих победителей конкурса шесть поклонников были выбраны для участия в фильме. Съемочная группа отправилась в родной город каждого из шести фанатов, чтобы снять, а затем продолжила свои истории, когда они отправились посмотреть заключительный концерт Global Spirit Tour, который состоялся в Вальдбюне, в Берлине. Помимо историй фанатов, фильм включает в себя кадры из двух последних шоу Global Spirit Tour, которые проходили в Вальдбюне 23 и 25 июля 2018 года. В сет-листе было множество песен на протяжении всей их карьеры, в том числе несколько из их последнего альбома Spirit, а также песни, которые не звучали более десяти лет, такие как «Useless» и «The Things You Said» из Ultra и Music For The Masses.
В сентябре 2019 года было объявлено, что фильм дебютирует по всему миру только на один день, 21 ноября 2019 года. Первоначально ожидалось, что он будет показан в 2400 кинотеатрах по всему миру, позже это число было пересмотрено до 2800. 29 октября 2019 года в Curzon Mayfair в Лондоне состоялся предварительный просмотр фильма с участием режиссёра Корбейна. Шесть поклонников, которые являются главными героями фильма, были объявлены как Индра Амарджагал из Монголии; Даниэль Кассус, бразилец, живущий в Берлине; Лиз Дуайер из США. ; Кристиан Флуерару из Румынии; Карин Пузенат из Перпиньяна, Франция; и Дикен Шрейдер из Колумбии.
Домашний релиз на CD, DVD и Blu-Ray запланирован на 26 июня 2020 года. Это восьмой концертный альбом Depeche Mode, который продолжает традицию записывать и выпускать выступления по крайней мере с одного шоу в каждом туре. За неделю до даты выхода 26 июня 2020 года многие фанаты, за которыми последовал фильм, сняли распаковку бокс-сетов DVD для YouTube-канала Depeche Mode. Живая версия «Cover Me» была выпущена на YouTube 22 июня 2020 года в преддверии предстоящего релиза. Прямая трансляция полного концерта вышла в эфир на YouTube-канале LiveNation 25 июня 2020 года.

## Кассовые сборы
Источники варьируются в зависимости от общего объёма сборов однодневного релиза фильма: один утверждает о 2,5 млн долларов США, а другой — $4,5 млн.

## Чарты

### Недельные чарты
| Чарты (2020)                        | Максимальная позиция |
| ----------------------------------- | -------------------- |
| Австрия (Ö3 Austria)                | 4                    |
| Бельгия/Фландрия (Ultratop)         | 14                   |
| Бельгия/Валлония (Ultratop)         | 2                    |
| Чехия (ČNS IFPI)                    | 14                   |
| Дания (Hitlisten)                   | 20                   |
| Нидерланды (Album Top 100)          | 16                   |
| Финляндия (Suomen virallinen lista) | 27                   |
| Франция (SNEP)                      | 4                    |
| Германия (Offizielle Top 100)       | 1                    |
| Венгрия (MAHASZ)                    | 2                    |
| Италия (FIMI)                       | 7                    |
| Польша (ZPAV)                       | 5                    |
| Португалия (AFP)                    | 4                    |
| Испания (PROMUSICAE)                | 3                    |
| Швейцария (Schweizer Hitparade)     | 6                    |

### Ежегодные чарты
| Чарт (2020)                   | Позиция |
| ----------------------------- | ------- |
| Бельгия (Ultratop Wallonia)   | 110     |
| Германия (Offizielle Top 100) | 76      |
| Венгрия Albums (MAHASZ)       | 80      |